# Hymn Bahamów
March On, Bahamaland (Prowadź, kraju bahamski) – hymn państwowy Bahamów  przyjęty w wyniku konkursu 10 lipca 1973 roku. Muzykę i słowa napisał Timothy Gibson.

## Oficjalne słowa angielskie
Lift up your head to the rising sun, Bahamaland;
March on to glory, your bright banners waving high.
See how the world marks the manner of your bearing!
Pledge to excel through love and unity.
Pressing onward, march together to a common loftier goal;
Steady sunward, though the weather hide the wide and treacherous shoal.
Lift up your head to the rising sun, Bahamaland;
Till the road you've trod Lead unto your God, March on, Bahamaland!

## Tłumaczenie na język polski
Podnieś do góry głowę do wschodzącego Słońca, Kraju Bahamski;
Naprzód do chwały, niosąc wysoko powiewające twe jasne sztandary.
Patrz jak świat ocenia sposób twego postępowania!
Przyrzeknij być najlepszym przez miłość i jedność.
Krocząc naprzód, maszeruj razem do wspólnego wznioślejszego celu;
Bez zachwiania w kierunku Słońca, przez dobrą i złą pogodę oraz zdradzieckie ławice.
Podnieś do góry głowę do wschodzącego Słońca, Kraju Bahamski;
Aż droga którą kroczyłeś poprowadzi cię do twego Boga, naprzód, Kraju Bahamski!